# Stachelspitziges Laichkraut
Das Stachelspitzige Laichkraut (Potamogeton friesii Rupr., Syn.: Potamogeton mucronatus) ist eine Pflanzenart aus der Gattung Laichkräuter (Potamogeton) innerhalb der Familie der Laichkrautgewächse (Potamogetonaceae). Sie gedeiht unter Wasser. Schmalblättrige Formen sind leicht mit dem Gewöhnlichen Zwerg-Laichkraut (Potamogeton pusillus) zu verwechseln.

## Vorkommen
Das Stachelspitzige Laichkraut kommt circumpolar in der submeridionalen bis borealen Klimazone vom Flach- bis in das Hügelland vor. Sie ist in den gemäßigten Gebieten der Nordhemisphäre verbreitet und wächst bevorzugt in meso- bis eutrophen Seen. Seltener kommt es auch in langsam fließenden Gewässern vor. Die Standorte liegen meist auf humosen oder torfigen Schlammböden. Etwas Beschattung wird vertragen. Das Stachelspitzige Laichkraut ist eine Kennart der Pflanzenassoziation Hottonietum palustris und besitzt ihr Hauptvorkommen im Verband Potamogetonion pectinati.
Seine Bestände sind in ganz Deutschland stark bedroht aufgrund von Gewässerverschmutzung und zunehmender Eutrophierung der Gewässer. In Sachsen-Anhalt, Sachsen, Hessen und Rheinland-Pfalz gilt es bereits als verschollen. In den übrigen Bundesländern steht es auf der Roten Liste der Gefäßpflanzen.

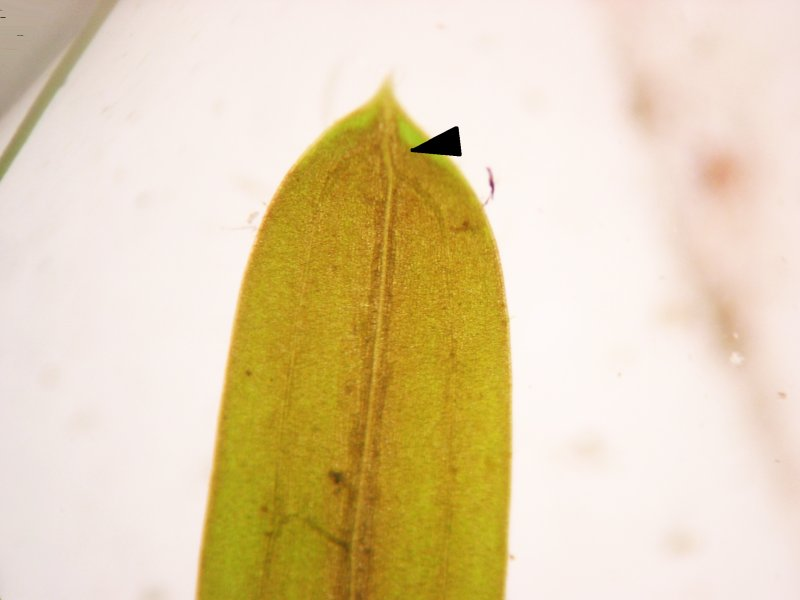
Wichtiges Bestimmungsmerkmal: Blattspitze und abgehende Blattadern

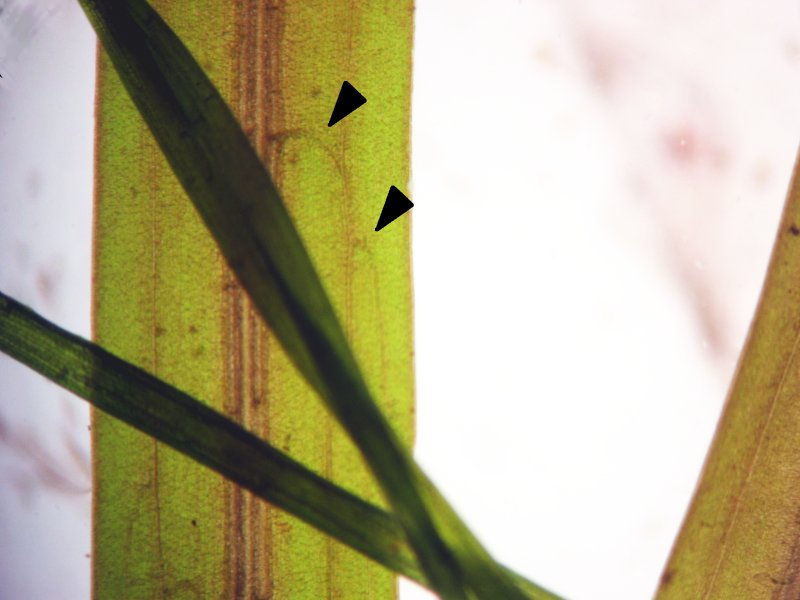
Weiteres wichtiges Bestimmungsmerkmal: abgehende Blattmittelnerven in der oberen Hälfte der Blattmitte

## Beschreibung

### Vegetative Merkmale
Das Stachelspitzige Laichkraut kann eine Länge von fast 1,5 m erreichen. Es bildet einen relativ dicken Hauptspross aus, von dem viele deutlich kürzere Seitenäste abgehen, die im Querschnitt zusammengedrückt erscheinen und stumpfkantig sind. Ein Rhizom bildet das Stachelspitzige Laichkraut jedoch meist nicht aus. Jegliche Blätter sind untergetaucht (submers), bis zu 10 cm lang und 1,5 bis 4 mm breit. Sie sind grünlich gefärbt und verfärben sich bei Alterung ins Bräunliche. Die Blätter erscheinen vorne abgerundet und weisen eine charakteristische aufgesetzte, kurze Spitze auf. Die Blätter besitzen meist fünf Nerven (selten drei oder sieben), wobei der Mittelnerv mit Luftgewebe versehen ist. Wichtiges Bestimmungsmerkmal ist die Art und Weise, wie die Blattadern von der Mittelrippe abgehen. Kurz unter der Blattspitze gehen zwei Nerven leicht versetzt ab. In der oberen Hälfte der Blattmitte gehen diesmal nur auf einer Seite 2 Blattadern leicht versetzt ab; auf der anderen Seite dann zusätzlich etwas weiter oben noch ein anderer. Die Nebenblätter sind oft bis zum Grund zweispaltig.

### Generative Merkmale
Die Blütezeit reicht von Juni bis August. Die Blüten stehen wenig dicht zusammen in einer 0,8 bis 1,5 cm langen Ähre. Der nach oben hin verdickte Ährenstiel ist 1,5 bis 3 cm, selten bis 6 cm lang. Die Früchte messen etwa 1,5 cm im Durchmesser, sie sind oft länger als breit und höckerig. Es werden im Herbst auch spindelförmige Winterknospen (Turionen) ausgebildet, die end- oder blattachselständig sind.
Die Chromosomenzahl beträgt 2n = 26.

## Taxonomie
Die Erstbeschreibung von Potamogeton friesii erfolgte 1845 durch Franz Joseph Ruprecht in Beitrage zur Pflanzenkunde des Russischen Reiches. St. Petersburg. Das Artepitheton friesii ehrt den schwedischen Botaniker und Mykologen Elias Magnus Fries (1794–1878).